# Buzyges idothea
Buzyges idothea är en fjärilsart som beskrevs av Frederick DuCane Godman 1900. Buzyges idothea ingår i släktet Buzyges och familjen tjockhuvuden. Inga underarter finns listade i Catalogue of Life.